# ژان لبورد
ژان لبورد، زاده ۹ دسامبر ۱۹۱۸ در لیون و در گذشته به تاریخ ۳۰ ژانویه ۲۰۰۷ در بیاریتز، نویسنده و رمان‌نویس فرانسوی بود که به نام‌های مستعار ژان دلیو و راف وله شناخته می‌شد. از کارهای او می‌توان به فیلم مرگ یک مرد فاسد اشاره کرد.